# Dennis Hill State Park
Dennis Hill State Park (auch: Lichfield Hills State Park) ist ein State Park im US-Bundesstaat Connecticut auf dem Gebiet der Gemeinde Norfolk. Er bietet Möglichkeiten zum Wandern, Picknicken und eine großartige Aussicht über drei Staaten. Das Gebiet gehörte Dr. Frederick Shepard Dennis, der es 1935 dem Staat schenkte.
Der felsige Untergrund besteht vor allem aus Gneis. Die letzte Eiszeit hat in dem harten Gestein viele Spuren hinterlassen. Die höchste Erhebung steigt auf 494 m über dem Meer an. Der nächstgelegene größere Fluss ist der Mad River im Norden und Westen. Nach Norden schließt sich der Hillside Gardens an.